# Aleš Boem
Aleš Boem, narozený jako Aleš Kachlík, (* 18. prosince 1990, Lidice) je český designér. Jeho práce zahrnuje nábytek, osvětlení a produktový design, stejně jako umělecké a architektonické projekty v minimalistickém a maximalistickém stylu.

## Studium

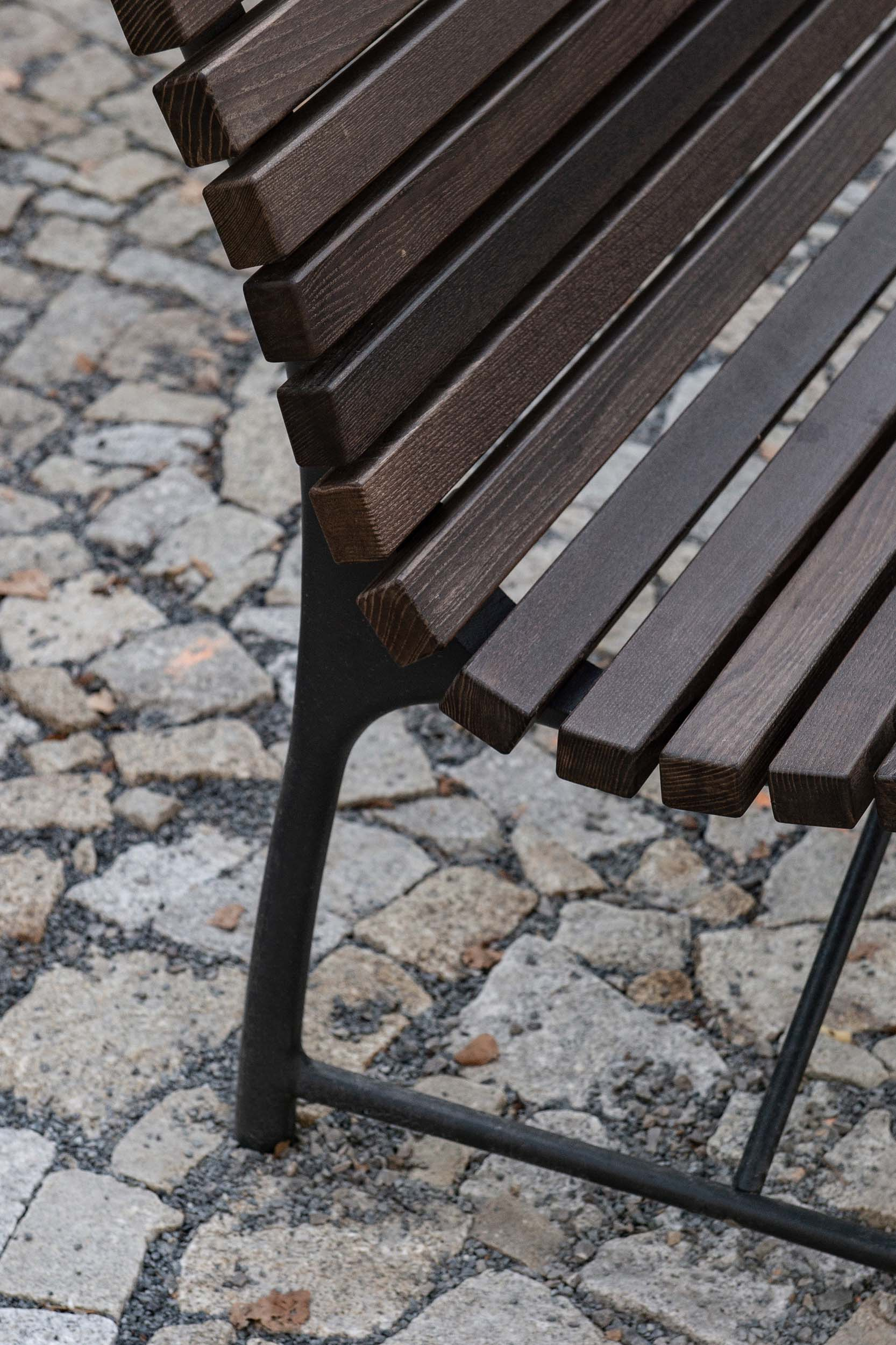
Lavička

Bakalářské studium produktového designu vystudoval na Fakultě umění a designu v Ústí nad Labem v Ateliéru Jana Čapka a Magisterské studium vystudoval na pražské Umprum v ateliéru D3 pod vedením Olgoj Chorchoj.

## Lume
V roce 2016 založil se svým spolužákem Jakubem Liškou značku brýlí Lume, pro kterou navrhl řadu subtilních moderně vyráběných brýlí s nádechem nostalgie.  Značka vznikla ze studentské kolekce, za kterou získal ocenění v soutěži Národní cena za studentský design a nominaci na Objev Roku Czech Grand Design.

## Městský mobiliář

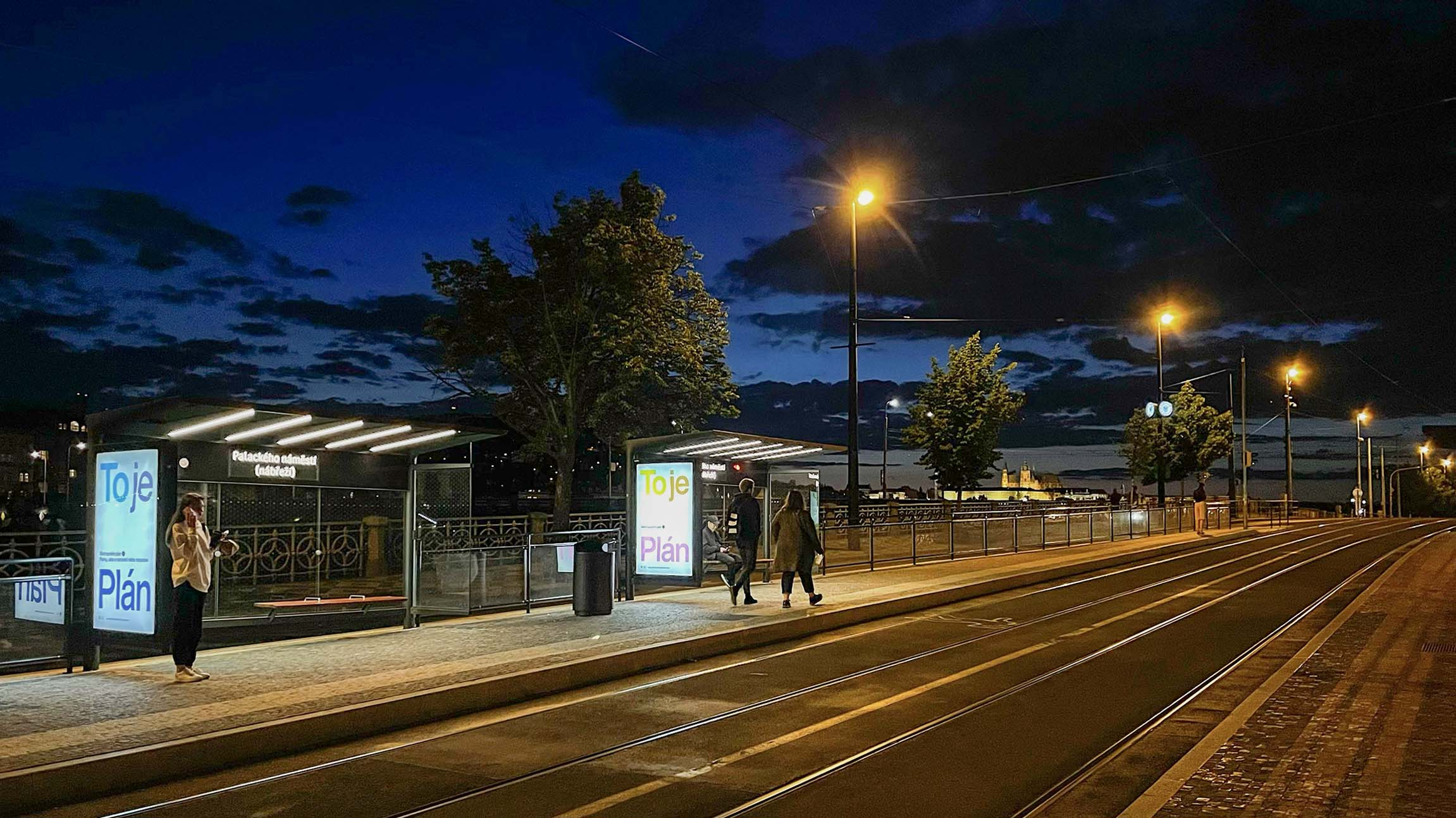
Pražská zastávna tramvaje

Institut plánování a rozvoje hl. m. Prahy v roce 2018 či na jaře 2019 vyhlásil (v návaznosti na dřívější soutěž na podobu pražských laviček, odpadkových košů a stojanů na kola, kterou vyhrálo rovněž studio Olgoj Chorchoj) soutěž na podobu zastávkových přístřešků a zábradlí, z původních 13 návrhů vybral nejprve 6 návrhů k dopracování, z nich pak na podzim vybral jako vítězný návrh studia Olgoj Chorchoj, kde jako autoři byli uvedeni Michal Froněk, Jan Němeček, Aleš Boem a Martin Klanica. Porota práci ocenila za „estetické, až poeticky výrazové řešení, které se svým designem spojujícím tradici a současnost dobře integruje do pražské atmosféry a kontextu“ a pozitivně hodnotila komplexnost modulové řady, přehlednost, variabilitu a komfort.  Za návrh si vysloužil prestižní ocenění Red Dot Award - Best of the best. 

## Meyto
V roce 2017 se stal kreativním ředitelem české firmy Meyto, která se zaměřuje na nábytek a doplňky vyráběných převážně z trubek. Pro tuto firmu také navrhl kolekci nábytku Bohém, která je o znovuoživení české školní ikony. 

## Boem Store
V roce 2019 spustil první obchod s digitálním designem pro 3D tisk, kde propojil tradici s moderní technologií 3D tisku a vytvořil moderní obchod s 3D modely, které lze zakoupit kdekoliv na světě a vytisknout z jakéhokoliv materiálu.  Kromě vlastního designu také vytvořil kolekce pro magazín Minimalissimo nebo pro firmu Wiesmann1983.